# Олимпийский комитет Боснии и Герцеговины
Олимпийский комитет Боснии и Герцеговины (босн. и хорв. Olimpijski komitet Bosne i Hercegovine, серб. Олимпијски комитет Босне и Херцеговине) — организация, представляющая Боснию и Герцеговину в международном олимпийском движении. Основан в 1992 году; зарегистрирован в МОК в 1993 году.
Штаб-квартира расположена в Сараево. Является членом МОК, ЕОК и других международных спортивных организаций. Осуществляет деятельность по развитию спорта в Боснии и Герцеговине.